# さくら大橋 (山形県)
さくら大橋（さくらおおはし）は、山形県長井市にある最上川に架かる橋。

## 概要
山形県道166号久保桜線が通る。
さくら大橋の鋼材表面に特殊なさびを生成し塗装を不要としている。更に、長寿命の床版を使うことで建設費、維持費を抑えることに成功している。さらに特殊ゴムで地震の揺れを吸収する免震構造のため、阪神・淡路大震災級の揺れでも橋本体にはほとんど損傷が入らないという。
さくら大橋から下流側の長井橋にかけて最上川堤防千本桜が存在する。

## 歴史
長井大橋
さくら大橋の前身は長井大橋（ながいおおはし、全長232.8メートル〈m〉、幅5.5 m）であった。トラス橋で、1931年（昭和6年）12月に開通。かつては木橋が架けられていたという。長井大橋と同じ1931年（昭和6年）12月に開通した下流側にある長井橋（先代）とは、兄弟橋のように構造がそっくりであった 。
さくら大橋の着工・架け替え
2007年（平成19年）7月1日、かつて存在した長井大橋に代わる形で完成した。長井大橋は幅が狭く、大型車同士が擦れ違えなかったのに加え歩道がなく、児童及び生徒の通学が危険だったことこのため、山形県は2000年度から約37億円を投じさくら大橋を建設した。

## 周辺
- 山形県立長井高等学校